# Sociología de la ciencia

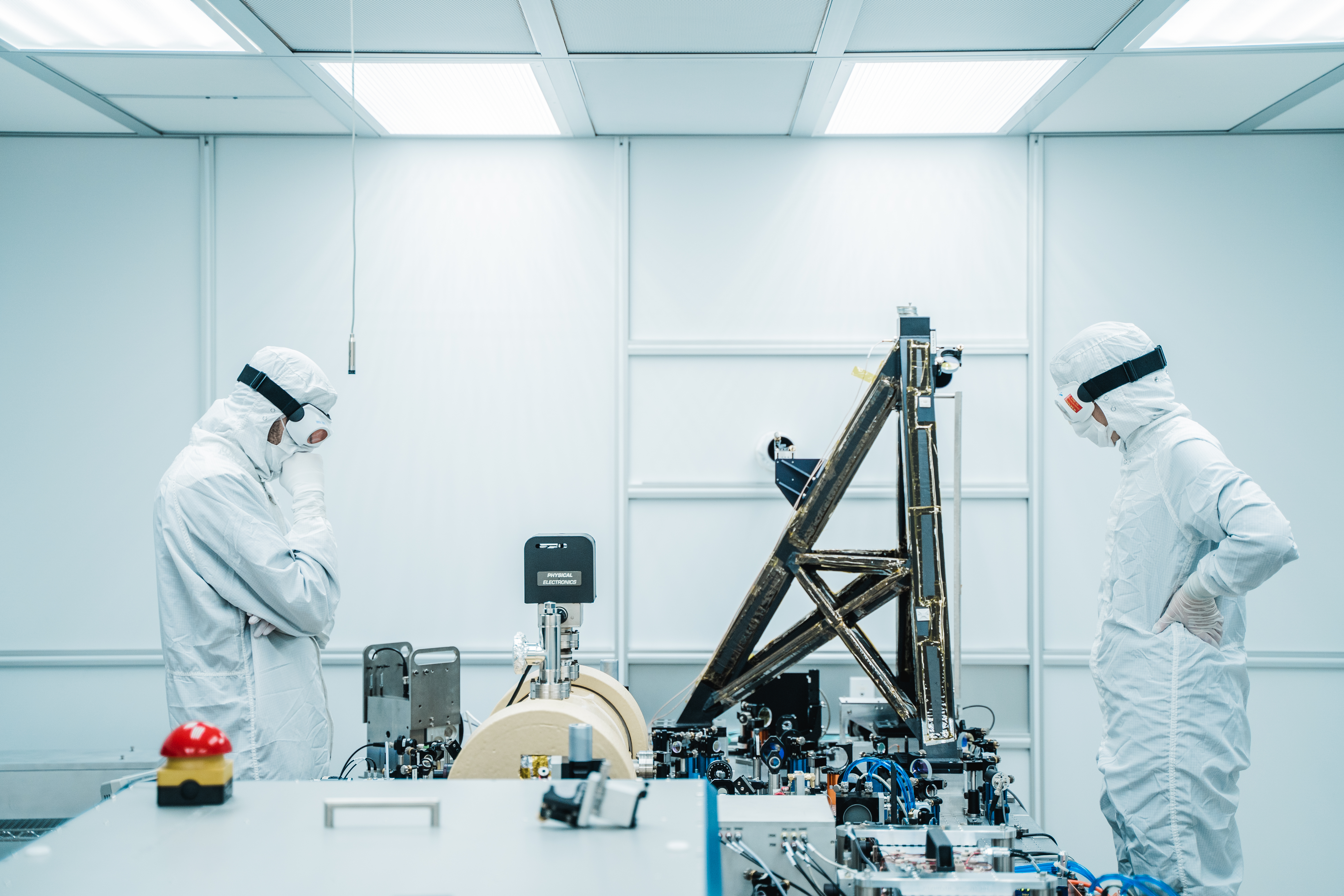
Dos científicos dentro del recinto de láser preestabilizado de LIGO, preguntándose qué salió mal.

La sociología de la ciencia o sociología del conocimiento científico es el estudio de la ciencia como una actividad social, especialmente destinada a "las condiciones sociales y los efectos de la ciencia en las estructuras y procesos de la actividad científica y social".
Los sociólogos del conocimiento científico estudian el desarrollo de un campo científico y tratan de identificar puntos de contingencia o flexibilidad interpretativa, donde existen ambigüedades. Tales variaciones pueden estar relacionadas con una serie de factores políticos, históricos, culturales o económicos. Fundamentalmente, el campo no se establece para promover el relativismo o para atacar el proyecto científico; el objetivo del investigador es explicar por qué una interpretación tiene éxito sobre otra debido a las circunstancias históricas y sociales externas.
Se trata de un área que surgió a finales de 1960 y principios de 1970 y en un comienzo constaba de una práctica casi exclusivamente británica. Otros centros de educación para el desarrollo del campo se encontraban en Francia, Alemania y los Estados Unidos. Los principales teóricos incluyen Barry Barnes, David Bloor, Sal Restivo, Randall Collins, Gaston Bachelard, Harry Collins, Paul Feyerabend, Steve Fuller, Thomas Kuhn, Martin Kusch, Bruno Latour, Mike Mulkay, Derek J. de Solla Price, Lucy Suchman y Anselm Strauss.

## Diferencias con la sociología del conocimiento
Difiere de la sociología del conocimiento, que investiga los orígenes sociales de las ideas y el efecto que las ideas dominantes tienen sobre las sociedades. Como la sociología del conocimiento, se aproxima en averiguar la forma en la cual es válido o aceptado el conocimiento en la sociedad, así como la conexión entre los diversos actores y los usos que se da o legitima la ciencia. Específicamente que técnicas, teorías y medios de difusión son considerados como dominantes o la forma que adquieren supremacía sobre sociedades.

## Programas y escuelas
Trabajos iniciales de Karl Mannheim y Norbert Elias empiezan la reflexión y estudio de la ciencia como actividad social y el estudio de la comunidad que lo compone (los científicos).
Robert King Merton se considera el fundador de la sociología de la ciencia en los años cuarenta, con la fase funcional-estructuralista de su estudio. Merton  aborda la ciencia moderna como institución social y se interesa por el ethos específico que la caracteriza.
Fue luego muy influida por La estructura de las revoluciones científicas de Kuhn, sobre todo el concepto de paradigma. La primera sociología de la ciencia distinguía unos factores internos de la propia ciencia (metodología, objetivos, etc.) que eran independientes de otros factores externos (sociológicos, políticos, etc.) no pertenecientes a la ciencia. Pero una parte de la sociología de la ciencia posterior prescindió de esta distinción.
A mediados de la década de los 70 se forman algunas escuelas que continúan, si bien ampliando la visión, la propuesta de Merton. Entre ellas destaca la Escuela de Edimburgo con David Bloor a la cabeza. Este autor ya no concibe la ciencia como un saber esotérico, sino que pone en relevancia el componente social en la producción del conocimiento científico. David Bloor y Barry Barnes afirman que los científicos son personas que se pueden ver tan afectadas por los factores sociológicos que debemos pensar que todas las creencias son igualmente problemáticas. Proponen un concepto antropológico de la ciencia y, por tanto, su estudio por esta disciplina. Junto con las influencias antropológicas, aúnan también corrientes filosóficas como el pragmatismo, para crear algo así como una epistemología alternativa.
No sin generar cierta controversia, un nutrido grupo de teóricos protagonizó lo que Steve Woolgar denomina como “el giro hacia la tecnología”, desplazando a la ciencia, en buena medida, como objeto estudio y centrando su esfuerzo en la investigación de las tecnologías desde el campo de los estudios sociales. Este giro vino inspirado, entre otros, por la figura de Langdon Winner y sus trabajos en dicha área. Hoy en día este campo tiene continuidad en varias vertientes, aunque se suelen nombrar dos escuelas:
- Constructivismo social de la tecnología: Representan un enfoque fuertemente constructivista. Desde esta perspectiva se supone que la construcción de los aparatos tecnológicos viene determinada socialmente a través de las pugnas y negociaciones que se producen entre grupos sociales relevantes. Sus máximos exponentes son Pinch y Bijker.
- Teoría del Actor-Red: Esta escuela rechaza la primacía de las relaciones humanas en la constitución de entramados socio-técnicos. Por lo contrario, aplica el principio de "simetría generalizada" y proclama la existencia agentes sociales híbridos que se constituyen a través de la negociación y el enrolamiento entre entidades humanas y no humanas. Este enfoque teórico cuenta entre sus autores más destacados con Bruno Latour, Michel Callon y John Law.

Sin embargo, desde la teoría feminista, también se han realizado importantes aportes al campo. En este sentido, destaca la figura de Donna Haraway y su metáfora del cyborg para designar aquello que hoy somos. Aunque con reminiscencias de la literatura de ciencia ficción y un lenguaje muy metafórico, su enfoque es cercano al de la Teoría Actor-Red. Sin embargo, Donna Haraway resalta las necesidades ético-políticas de la teoría.
La sociología de la ciencia tiene importantes redes internacionales a través de sus principales asociaciones con grupos de reciente creación en Japón, Corea del Sur, Taiwán y América Latina. Ha hecho importantes contribuciones en los últimos años a un análisis crítico de las ciencias biológicas y de la Informática.

## Sociología del conocimiento matemático
Los estudios sobre la práctica matemática y cuasi-empirismo en las matemáticas también son justamente parte de la sociología del conocimiento, ya que se centran en la comunidad de los que practican las matemáticas y sus supuestos comunes. Eugene Wigner planteó la cuestión en 1960 y Hilary Putnam hizo más rigurosa en 1975 la cuestión de por qué los campos como la física y las matemáticas deben ponerse de acuerdo en el debate técnico.
Las soluciones propuestas señalan que los constituyentes fundamentales del pensamiento matemático, espacio, forma-estructura, y proporción numérica, también son los constituyentes fundamentales de la física. Es posible señalar que la física no es más que una modelización de la realidad, y de ver las relaciones causales que rigen los fenómenos observados y repetibles, y mucho de las matemáticas, sobre todo en relación con el crecimiento del cálculo, se ha desarrollado precisamente con el objetivo de fomentar estos modelos de una manera rigurosa. Otro enfoque consiste en sugerir que no hay problema de fondo, que la división del pensamiento científico humano mediante el uso de palabras tales como 'matemáticas' y 'física' sólo es útil en su función cotidiana práctica de clasificar y distinguir.
Ciertas contribuciones fundamentales a la sociología del conocimiento matemático se han hecho por parte de Sal Restivo y David Bloor. Restivo se basa en el trabajo de estudiosos como Oswald Spengler (La decadencia de Occidente, 1926), Raymond L. Wilder y Lesley A. White, así como sociólogos contemporáneos de ciencia, conocimiento y estudios académicos. David Bloor basa en Ludwig Wittgenstein y otros pensadores contemporáneos. Ambos afirman que el conocimiento matemático se construye socialmente y tiene una contingente irreductible y factores históricos implícitos en él. Más recientemente Paul Ernest propuso una cuenta constructivista social del conocimiento matemático, a partir de las obras de estos dos sociólogos.

## Lecturas
- Emilio Lamo de Espinosa, José María González García y Cristóbal Torres, La sociología del conocimiento y de la ciencia, Alianza Editorial, Madrid, 1994, 632 pags. Reimpreso en 2002
- Sociología y tecnociencia. Revista digital de sociología del sistema tecnocientífico
- Crease, Robert P.; Goldhaber, Alfred Scharff (2014). The Quantum Moment: How Planck, Bohr, Einstein, and Heisenberg Taught Us to Love Uncertainty (en inglés). W. W. Norton & Company. ISBN 9780393245998.[5]